# Black Hole/Blank Canvas
Black Hole/Blank Canvas è l'undicesimo album in studio della band norvegese Motorpsycho ed è il primo dopo l'abbandono dello storico batterista Håkon Gebhardt che lasciò la band nella primavera del 2005. Gli altri due membri, Hans Magnus Ryan e Bent Sæther, decisero di proseguire il progetto Motorpsycho come un duo. Registrarono il loro nuovo album negli studi The Void a Eindhoven assieme al produttore, ingegnere e per molto tempo tecnico del suono dal vivo Pieter Kloos che fu anche il produttore di questo loro terzo doppio album. Uscì il 17 marzo 2006, (il 20 in Norvegia) e fu seguito da un tour in Europa a partire dalla primavera 2006. Per il tour assoldarono il batterista Jacco van Rooij ed il vibrafonista Øyvind Brandtsegg che suonò anche nell'album del 1994 Timothy's Monster.

## Tracce
CD1
1. No Evil – 6:06
2. In Our Tree – 3:39
3. Coalmine Pony – 3:17
4. Kill Devil Hills – 7:18
5. Critical Mass – 5:21
6. The 29th Bulletin – 5:48
7. Devil Dog – 4:24
8. Triggerman – 6:14

CD2
1. Hyena – 4:01
2. Sancho Says – 3:33
3. Sail On – 4:17
4. The Ace – 3:46
5. L.T.E.C. (Deja-Vulture Blues) – 6:19
6. You Lose – 5:32
7. Before the Flood – 8:58
8. Fury on Earth – 2:49
9. With Trixeene Through the Mirror, I Dream With Open Eyes – 3:31

Tutte le tracce sono di Ryan/Sæther
- Esiste una edizione speciale dell'album disponibile solo tramite Amazon.com o direttamente alla Stickman contenente un disco addizionale con la versione edit di Hyena ed una traccia non presente nell'album, Bonny Lee (Sæther).

## Componenti
- Bent Sæther: voce, basso, chitarre, tastiere, batteria
- Hans Magnus Ryan: chitarre, voce, tastiere

con:
- Jacco van Rooij: batteria in You Lose